# 宝泉岭分局局直
宝泉岭分局局直是位于中华人民共和国黑龙江省鹤岗市萝北县的一个类似乡级单位。是黑龙江省农垦宝泉岭管理局在萝北县直接管理的区域。
实务中，或使用“萝北县宝泉岭局直”之名。

## 行政区划
国家统计局网站，宝泉岭分局局直下辖以下单位：
宝泉岭分局局直虚拟生活区。